# Pierre de Brach

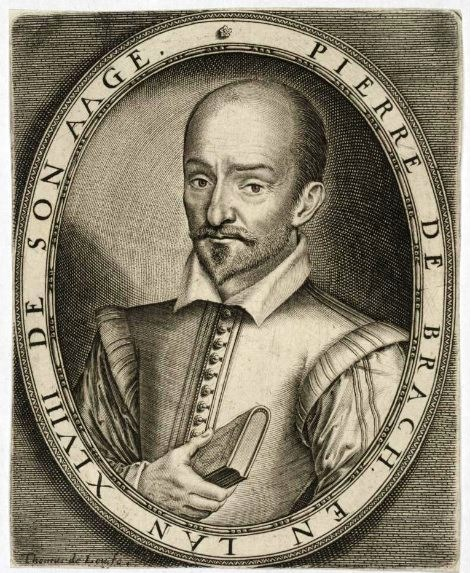
Pierre de Brach

Pierre de Brach sgr de la Mothe-Montussan (* 22. September 1547 in Bordeaux; † 1605 ebenda) war ein französischer Advokat, Dichter und Träger administrativer Funktionen in seiner Heimatstadt Bordeaux.

## Leben und Wirken
Sein Vater war Bernard Brach, ein Staatsanwalt im Parlement von Bordeaux, procureur au parlement de Bordeaux.
Geboren wurde er in der Gemeinde der Église Saint-Pierre in Bordeaux. Im Alter von zehn Jahren trat er in das dortige Collège de Guyenne ein. Später studierte er die Rechtswissenschaften in Toulouse.
Um das Jahr 1567 wurde er mit einem Preis der Académie des Jeux floraux ausgezeichnet. Er beendete sein Studium und kehrte er nach Bordeaux, wo er als Anwalt tätig wurde. Zu seinen Freunden zählten Guillaume du Bartas (1544–1590), Pierre de Ronsard, Florimond de Raemond, Justus Lipsius und vor allem von Michel de Montaigne.
Am 7. April 1571 heiratete er Anne de Perrot († 1587), das Paar hatte fünf Kinder.
Im Jahre 1577 erhielt er das Amt eines Berater des Königs, conseiller du roi, und das eines contrôleur en la chancellerie de Bordeaux  vermittelt durch die Gunst der Margarete von Navarra.
Ein Teil seiner Gedichte wurden durch den Komponisten Antoine de Bertrand (1540–1580) im Jahre 1578 vertont.
Im Jahre 1595 wurde er für zwei Jahre zum Jurat, also einem Mitglied der kommunalen Körperschaft ernannt, jurat de Bordeaux. Er war an der posthumen Herausgabe der Essais seines Freundes Michel de Montaigne beteiligt.

## Werke (Auswahl)
- Les Poèmes de Pierre de Brach. Simon Millages, Bordeaux 1576.
- Texte en ligne Imitations de Pierre de Brach : Aminte, fable bocagere prise de l’italien, plus l’Olympe, imitation de l’Arioste (1584).
- Quatre chants de la Hierusalem de Torquato Tasso. 1596.

- Œuvres poétiques de Pierre de Brach, sieur de La Motte Montussan. Herausgegeben von Reinhold Dezeimeris,2 vol., A. Aubry, Paris 1861–1862.
- Les Amours d’Aymée. Herausgegeben von Jasmine Dawkins, Droz, Genève, 1971.
- Lettre sur la mort de Montaigne. Eine Auswahl von Gedichten mit einem Vorwort von Iñigo de Satrústegui, L’Horizon chimérique, Bordeaux 1988.